# Облачный край
О́блачный край — советская и российская рок-группа, основанная в 1982 году в Архангельске.

## История
Первообразец «Облачного края» возник в 1978 году под наименованием «Мёртвые уши». Именно в нём сформировался канонический состав коллектива. Дискография «Мёртвых ушей» составила два альбома — «Большое железо» (1978) и «Made in Vaneeva 12-88» (1980). К 1981 году название было изменено на «Облачный край».
Первые альбомы группы были записаны архангельским электриком Сергеем Богаевым со своими соседями по подъезду Олегом Рауткиным и Николаем Лысковским. Всесоюзная известность стала приходить к «Облачному краю» после выступления в 1982 году в Архангельске группы «Аквариум», музыканты которой были ошеломлены качеством самодеятельных фонограмм, сделанных Богаевым.
В ноябре 1982 года группа закончила работу над третьим альбомом «Великая гармония». Сам Богаев впоследствии не включал этот альбом в список творческих удач группы. Тем не менее среди любителей советского рока альбом получил достаточно широкое хождение наряду с другими работами «Облачного края».
Пятый альбом «Вершина идиотизма» записывался в январе 1984 года в ДК завода «Красная кузница» в Архангельске. На запись впервые были приглашены сессионные инструменталисты. В отличие от предыдущих альбомов «архангельского» периода, работа проходила не в технических помещениях ДК, а прямо в зале, поскольку в здании в то время проходил ремонт и оно пустовало.
В том же январе конфликт Богаева и городских властей, заподозривших его в антисоветской деятельности, достиг апогея, в результате чего группа была изгнана из заводского ДК. Однако музыкантам к этому времени удалось закончить работу над альбомом. Лидер «Облачного края» Сергей Богаев позднее утверждал, что «Вершина идиотизма» является наилучшим по звучанию альбомом коллектива.
Многие песни группы к настоящему времени стали классикой тяжёлой российской музыки. Довольно мелодичный хард-рок сочетается с язвительными, хлёсткими, полными критики в адрес правительства текстами, что позволяет творчество «Облачного края» сближать с панк-роком. Широкую известность группа приобретает в середине 80-х, благодаря распространению самиздатовских альбомов. Стоит отметить, что качество этих записей было сравнительно высоко для самиздата того времени, однако объясняется это не наличием дорогой аппаратуры, а огромным количеством времени, потраченным Сергеем Богаевым — одним из основателей группы — на создание уникальных самодельных приборов для записи звука. Группа выступала на рок-фестивалях в Архангельске, Санкт-Петербурге, Москве, приняла участие в фестивале «Подольск-87», выступление на всесоюзном фестивале «Рок-панорама-87» было прекращено властями.
Сергей Богаев, незадолго до смерти, успел записать вокал в композиции «Некому березу заломати» для трибьюта «Серебро и слёзы» памяти Александра Башлачёва. Инициированная Дмитрием Ревякиным и его группой «Калинов мост» запись сборника была окончена ещё в 2010 году, но издать проект удалось только в 2014 из-за решения правовых вопросов с наследниками Башлачёва.
2 июня 2011 года умер основатель группы Сергей Богаев. Похоронен 6 июня 2011 года на Богословском кладбище Санкт-Петербурга.

## Дискография
1. Большое железо — 1978.
2. Made in Vaneeva 12-88 — 1980.
3. Облачный край I. Тайны леса — январь 1982.
4. Облачный край II. Сельхозрок — апрель 1982.
5. Великая гармония — ноябрь 1982.
6. Х-я самодеятельность — 1983.
7. Вершина идиотизма — январь 1984.
8. Ублюжья доля — ноябрь 1984.
9. Стремя и люди — 1985.
10. Концерт в Подольске (DVD+CD) — 1987 (в 2012 году переиздан в составе CD- и DVD-боксов «Подольск-87»).
11. Свободы захотели? — 1990.[10]
12. Облачный край 1991 — 1991.
13. Музыка к фильму — 1995.
14. Любовь к жизни — 1999.
15. Патриот — 2003.
16. Жизнь в 2007—2004.
17. Ыгыатта — 2011.
18. 1981—1982 — 2013.

## Первоначальный состав
- Сергей Богаев — идеолог коллектива, автор музыки и текстов, гитара, бас-гитара, ударные, вокал;
- Олег Рауткин — вокал, ударные;
- Николай Лысковский — клавиши.

## Музыканты, принимавшие участие в составе группы
- Владимир Аброскин — ударные
- Андрей Лукин — бас-гитара
- Владимир Будник — вокал
- Константин Лапшин — саксофон, флейта
- Евгений Губерман — ударные
- Дмитрий Леонтьев — ударные
- Юрий Кораблёв — ударные
- Андрей Варвинский — клавишные, вокал
- Олег Зайцев — бас-гитара, вокал